# Louis Aubert
Louis Aubert (Paramé (Saint-Malo), 19 de febrero de 1877 - París, 9 de enero de 1968) fue un compositor francés.
Estudió en el Conservatorio de París canto, piano, armonía, dirección y composición, esta último con Gabriel Fauré. Luego trabajó en el conservatorio, para la radio francesa y como crítico. Siendo también un excelente pianista, Maurice Ravel le dedicó y escogió para el estreno de sus Valses nobles et sentimentales.
- Datos: Q962731
- Multimedia: Louis Aubert (compositeur) / Q962731